# Zirve
Zirve (tr. für: „Spitze“) ist das sechste Studioalbum von Demet Akalın. Es ist nach dem gleichnamigen Song benannt und erschien am 26. April 2010. Nach Aussage der Plattenfirma Seyhan Müzik sollte das Album ursprünglich am 23. April 2010 veröffentlicht werden. Da es aufgrund nach dem Ausbruch des Vulkans Eyjafjallajökull zu Flugeinschränkungen kam, musste der Veröffentlichungstermin auf den 26. April 2010 verschoben werden.
Bei der Erstellung des Albums arbeitete Akalın erneut mit zahlreichen Musikproduzenten und Songschreibern zusammen, darunter Ersay Üner, Gökhan Şahin, Ceyhun Çelikten und Yıldız Tilbe. Gemeinsam mit der Sängerin Ziynet Sali produzierte sie das Lied Bozuyorum Yeminimi, welches von Yıldız Tilbe geschrieben und von Bülent Özdemir eingespielt wurde.
Das Album konnte nach der Veröffentlichung etwa 83.000 bis 100.000 verkaufte Einheiten verzeichnen. Es gehört somit zu den erfolgreichsten und meistverkauften Alben des Jahres 2010 in der Türkei.

## Inhalt
Das Album ist einmal in Dance Hits und Slow Hits sowie einem Bonustrack unterteilt. Von den insgesamt siebzehn Liedern wurden zehn als Dance Hits und sechs als Slow Hits aufgenommen und produziert. Der im Duett mit dem Rapper Fatman Scoop aufgenommene Song Umutsuz Vaka ist als Bonustrack enthalten.
Bei der Erstellung und Produktion arbeitete Akalın mit zahlreichen Songschreibern und Produzenten zusammen, darunter Ersay Üner, Yıldız Tilbe, Gökhan Şahin, Ceyhun Çelikten, Erhan Bayrak, Tan Taşçı u. v. m. zusammen.
Zirve beinhaltet u. a. das Lied Bozuyorum Yeminimi, dass von Akalın und Ziynet Sali neu aufgenommen und eingespielt wurde, sowie die von Yıldız Tilbe gesungene Interpretation Dayan Yüreğim von ihrem Album Aşkperest aus dem Jahr 1996, welche ebenfalls neu eingespielt wurde. Der Großteil des Albums besteht aus Popmusik und Electronic; es sind aber auch Elemente von Folk und Country enthalten.

## Singles

### Tecrübe
Die Lead-Single Tecrübe (tr. für: „Erfahrung“) erschien am 19. April 2010 in der Türkei. Das Lied erreichte Platz 2 in den Top-20-Charts. Zahlreiche türkische Radiosender wählten Tecrübe zum „beliebtesten Song des Jahres 2010“ aus; zudem erlangte das Lied hohe Positionen in den Radio-Charts.
Das Musikvideo, welches Akalın angebliche 40.000 türkische Lira gekostet haben soll, wurde unter der Regie von Topman Topçu gedreht. Aufgrund inhaltlicher Differenzen weigerte sich Akalın, das Video zu veröffentlichen. Gemeinsam mit Regisseur Tamer Aydoğdu nahm sie ein zweites Video auf, das erstmals am 1. Mai 2010 auf dem Sender Kral TV ausgestrahlt wurde. Dabei erreichte Tecrübe sowie das Musikvideo am 8. Mai 2010 Platz 10 in den Kral-TV-Top-20-Charts, stieg nach sechs Wochen auf den 6. Platz und erlangte schließlich nach einer weiteren Woche Platz eins.

### Evli, Mutlu, Çocuklu
Die zweite Singleauskopplung Evli, Mutlu, Çocuklu (tr. für: „Verheiratet, glücklich, mit Kindern“) wurde am 27. Mai 2010 veröffentlicht. Das Musikvideo wurde am gleichen Tag erstmals vom Sender Kral-TV im türkischen Fernsehen ausgestrahlt. Regisseur des Videos war Eyüp Dirlik; Gökhan Şahin schrieb die Liedtexte und Ceyhun Çelikten komponierte die Musik.
Das Lied erreichte den Platz 8 in den türkischen Top-20-Charts sowie den ersten und zweiten Platz bei einigen Radiosendern, darunter Radyo Aktif, Radyo Hitmix, Best FM und İstanbul FM.

### Çanta
Çanta (tr. für: „Tasche“) erschien am 12. Juli 2010 als dritte Auskopplung des Albums. Der türkische Produzent und Songschreiber Tan Taşçı erstellte die Songtexte und spielte das Lied ein.
In den türkischen Chart erlangte Çanta den dritten Platz. Bei zahlreichen Radiosendern konnte das Lied den ersten und zweiten Platz erreichen. Andere Sender, darunter Radyo Klas und Radyo Tatlıses, wählten den Song auf Platz drei oder vier.

### Bozuyorum Yeminimi
Das Lied Bozuyorum Yemini (tr. für „Ich breche mein Gelübde“) ist die vierte Single des Albums und wurde vom Musiklabel Seyhan Müzik am 23. September 2010 präsentiert. Das Originallied stammt aus dem Jahr 1995 von der Sängerin Hazal. Akalın interpretierte in Zusammenarbeit mit Ziynet Sali das Lied neu. Die Sängerin und Songschreiberin Yıldız Tilbe schrieb die Texte zum Lied und war auch an deren Produktion beteiligt.
Die Regie zum Musikvideo führte Sedat Doğan; Akalın schrieb unter Anleitung von İşın Karaca das Drehbuch selbst. Nach der Veröffentlichung in den Medien erreichte Bozuyorum Yeminimi Platz 1 bei Kral TV, İstanbul FM und Olay FM. Andere Radiosender wählten das Lied auf Platz drei, vier und fünf. In den türkischen Top-20-Charts konnte sich der Song auf Platz 19 platzieren.

### Umutsuz Vaka
Der Song Umutsuz Vaka (tr. für: „Hoffnungsloser Fall“) erschien am 3. Januar 2011 als Single. Das Musikvideo wurde am gleichen Tag vom Sender Kral TV veröffentlicht.
Das Album beinhaltet jeweils drei Versionen des Liedes:
1. Umutsuz Vaka – 4:09
2. Umutsuz Vaka (Erhan Bayrak Version) – 5:17
3. Umutsuz Vaka (feat. Fatman Scoop) – 4:24

Die erste Version des Liedes ist eine Singleversion und wird von Akalın gesungen. Die dritte Version ist als Bonustrack enthalten und entstand in Zusammenarbeit mit dem US-amerikanischen Rapper Fatman Scoop. Sie enthält vorwiegend Elemente des Pop, Electronic und Folk. Der Sender Kral TV wählte das Lied auf Platz sieben. In den türkischen Charts konnte Umutsuz Vaka hingegen keine Platzierung erreichen.

### Olacak Olacak
Olacak Olacak (tr. für: „Es wird sein“) ist die sechste und letzte Singleauskopplung aus dem Album Zirve. Sie wurde von Erdem Kınay produziert und am 10. Dezember 2010 als Radiosingle editiert. Am 7. Februar 2011 erschien Olacak Olacak offiziell als Single. Das Musikvideo, welches vom Regisseur Müjdat Küpşi kreiert und in Bursa gedreht wurde, erschien am gleichen Tag.
Das Lied wurde nach der Veröffentlichung ein großer Erfolg. So erlangte es in einigen Radiocharts wie PowerTürk FM und Radyo Viva den ersten Platz. In den türkischen Top-20-Charts erlangte Olacak Olacak Platz 2 sowie in den Euro-Airplay-Charts für drei Wochen Platz 89.

## Titelliste

### Dance Hits
| #   | Titel                               | Songschreiber | Produzent       | Länge |
| --- | ----------------------------------- | ------------- | --------------- | ----- |
| 1.  | Bu Benim Partim                     | Ersay Üner    | Ersay Üner      | 3:38  |
| 2.  | Tecrübe                             | Ersay Üner    | Ersay Üner      | 4:38  |
| 3.  | Pasta                               | Ersay Üner    | Ersay Üner      | 5:06  |
| 4.  | Zirve                               | Gökhan Şahin  | Ceyhun Çelikten | 4:26  |
| 5.  | Dayan Yüreğim                       | Yıldız Tilbe  | Yıldız Tilbe    | 4:27  |
| 6.  | Çanta                               | Tan Taşçı     | Tan Taşçı       | 3:55  |
| 7.  | Evli, Mutlu, Çocuklu                | Gökhan Şahin  | Ceyhun Çelikten | 4:44  |
| 8.  | Olacak Olacak                       | Gökhan Şahin  | Erdem Kınay     | 4:15  |
| 9.  | Zirve (Mert Ali İçelli Version)     | Gökhan Şahin  | Ceyhun Çelikten | 4:35  |
| 10. | Umutsuz Vaka (Erhan Bayrak Version) | Ersay Üner    | Ersay Üner      | 5:17  |

### Slow Hits
| #  | Titel              | Songschreiber   | Produzent       | Länge |
| -- | ------------------ | --------------- | --------------- | ----- |
| 1. | Dur                | Ersay Üner      | Ersay Üner      | 4:40  |
| 2. | Boşuna             | Emrah Karaduman | Emrah Karaduman | 3:39  |
| 3. | Bozuyorum Yeminimi | Yıldız Tilbe    | Yıldız Tilbe    | 4:55  |
| 4. | Umutsuz Vaka       | Ersay Üner      | Ersay Üner      | 4:09  |
| 5. | Tam 7 Yıl Oldu     | Emirkan         | Emirkan         | 4:28  |
| 6. | Allah'ın Emri      | Ersay Üner      | Ersay Üner      | 3:32  |

### Bonus-Track
| #  | Titel                             | Songschreiber | Produzent  | Länge |
| -- | --------------------------------- | ------------- | ---------- | ----- |
| 1. | Umutsuz Vaka (feat. Fatman Scoop) | Ersay Üner    | Ersay Üner | 4:24  |

## Verkaufszahlen
| Land   | Verkäufe |
| ------ | -------- |
| Türkei | - 83.000 |

## Chartplatzierungen

### Singles
| Jahr | Titel                | Höchstplatzierung, Gesamtwochen, AuszeichnungChartsChartplatzierungen (Jahr, Titel, Platzierungen, Wochen, Auszeichnungen, Anmerkungen) | Anmerkungen                              |
| Jahr | Titel                | TR | Anmerkungen                              |
| ---- | -------------------- | --- | ---------------------------------------- |
| 2010 | Tecrübe              | TR2 (… Wo.)TR | Erstveröffentlichung: 19. April 2010     |
| 2010 | Evli, Mutlu, Çocuklu | TR8 (… Wo.)TR | Erstveröffentlichung: 27. Mai 2010       |
| 2010 | Çanta                | TR3 (… Wo.)TR | Erstveröffentlichung: 12. Juli 2010      |
| 2010 | Bozuyorum Yeminimi   | TR19 (… Wo.)TR | Erstveröffentlichung: 23. September 2010 |
| 2011 | Olacak Olacak        | TR2 (… Wo.)TR | Erstveröffentlichung: 7. Februar 2011    |

## Mitwirkende
Folgende Personen trugen zur Entstehung des Albums Zirve bei.

### Musik
| - Gesang: Demet Akalın - Backgroundgesang: Aylin Alaz, Berkay Şenol, Cihan Okan, Elif Nun, Murat Aziret, Simge Sağin - Gitarre: Edem Sökmen - E-Gitarre: Metehan Köseğlu, Özgür Yurtuğlu - Cello: Timur Atasever | - Oud: Onur Özel Çağlayan, Erdinç Senyaylar - Nay & Kaval: Eyüp Hamişı - Klavier: Erhan Bayrak - Tamburin: Uğur Varol - Bass: Birkan Şener, İsmail Soyberk - Perkussion: Erhan Bayrak, Mehmet Akatay |

### Produktion
- Ausführende Produzenten: Bülent Seyhan, Demet Akalın
- Produktion: Bülent Seyhan, Demet Akalın
- Abmischung: Suat Durmuş, Özer Yener, Özgür Yurtoğlu, Erdem Kınay
- Mastering: Barış Büyük, Robin Schmidt

### Visuelles
- Artwork, Fotografien: Kemal Doğulu
- Design: Özlem Semiz
- Regie: Eyüp Dirlik, Müjdat Küpşi, Sedat Doğan, Topman Topçu